# 霹雳萝芙木碱
霹雳萝芙木碱（英语：Perakine），或译作霹雳萝芙因，是吲哚生物碱的一种。它可以从云南萝芙木（Rauvolfia yunnanensis）的叶子中分离得到。该化合物得名于霹雳萝芙木（Rauvolfia perakensis）。